# James Geikie
James Geikie (1839 – 1915) è stato un geologo scozzese, fratello di Archibald Geikie.
Ha svolto l'attività di professore presso l'università di Edimburgo dal 1882 sino alla sua morte. Tra le sue opere ricordiamo "The Great Ice Age and its relation to the Antiquity of Man", "On the Changes of Climate during the Glacial Epoch" e "On the Glacial Phenomena of the Outer Hebrides".
In suo onore è stato denominato il Geikie Nunatak, un picco isolato, situato all'estremità sudoccidentale dei Monti Herbert, che fanno parte della Catena di Shackleton, nella Terra di Coats in Antartide.